# Chris Marker
Chris Marker, född 1921, död 2012, var en fransk filmregissör. Han förknippas vanligen med den franska nya vågen.

## Filmografi (i urval)
- 1962 – Terrassen